# Solar Anomalous and Magnetospheric Particle Explorer
Solar Anomalous and Magnetospheric Particle Explorer, également désigné sous l'appellation SAMPEX ou Explorer 68, est un petit satellite scientifique lancé en 1992 dont la mission est l'étude des particules énergétiques d'origine solaire (ions du vent solaire) ou galactiques (rayonnement cosmique) ainsi que des particules présentes dans la magnétosphère terrestre. Le satellite développé par la NASA avec la participation de l'Institut Max Planck est la première mission du programme Small Explorer. La charge utile est constituée de quatre instruments particulièrement performants chargés de mesurer les caractéristiques la composition des noyaux atomiques dont l'énergie est comprise entre 0,4 et plusieurs centaines de MeV ainsi que des électrons énergétiques.

## Contexte
SAMPEX est la 68e mission du programme Explorer de la NASA dédié aux investigations scientifiques de l'environnement spatial de la Terre. SAMPEX est la première mission de la série Small Explorer dont le budget est limité à 120 millions de dollars américains.

## Objectifs
L'objectif principal de SAMPEX est d'analyser l'énergie, la composition et la charge des particules générées par les éruptions solaires, les explosions des supernovas de notre galaxie ou issues du milieu interstellaire proche. Le satellite doit également étudier de manière détaillée les populations de particules de la magnétosphère qui pénètrent parfois dans les couches atmosphériques de moyenne altitude de la Terre en ionisant les gaz neutres et en modifiant la chimie atmosphérique. 

## Caractéristiques techniques
Le satellite d'une masse totale de 158 kg est stabilisé sur 3 axes. L'axe de visée des instruments est maintenu en permanence pointé vers le zénith tandis que les panneaux solaires déployables sont maintenus perpendiculaires à la direction du Soleil à 5° près. Ceux-ci d'une superficie de 1,7 m2 fournissent 100 watts qui sont stockés dans un accumulateur nickel-cadmium de 9 Ah. Les données sont enregistrées dans une mémoire de masse à semi-conducteurs d'une capacité de 30 mégaoctets. Les transmissions de données se font en bande S avec un débit de 900 kilobits dans le sens descendant et 2 kilobits dans le sens ascendant.

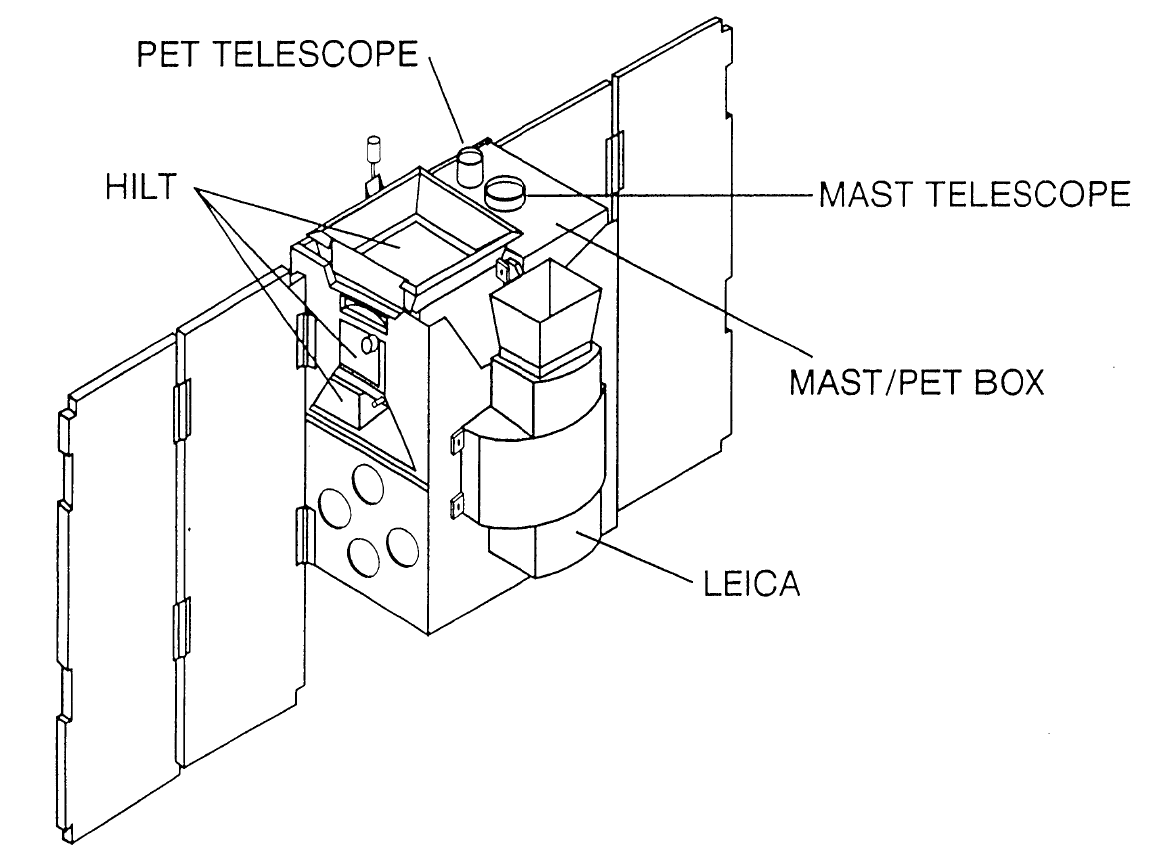
Schéma de SAMPEX.

## Instrumentation scientifique
Le satellite emporte quatre instruments représentant une masse de 40 kg et consommant 22 watts :
- Le spectromètre à compteur proportionnel pour ions lourds HILT (Heavy Ion Large area proportional counter Telescope) étudie le rayonnement cosmique d'origine solaire ou galactique.
- L'analyseur d'ions à faible énergie LICA (Low Energy Ion Compositon Analyzer) étudie les ions ayant une énergie comprise entre 0,5 et 5 MeV.
- Le télescope spectromètre de masse MAST (Mass Spectrometer Telescope) mesure la composition isotopique des noyaux dont la masse atomique est comprise entre 2 (hélium) et 28 (nickel) et ayant une énergie comprise entre 10 et plusieurs centaines de MeV. Les particules étudiées sont celles émises par le Soleil durant les éruptions solaires et le reste du temps celles du rayonnement cosmique[4].
- Le télescope à proton et électron PET (Proton / Electron Telescope) mesure les électrons et les noyaux légers en provenance de source solaire, galactique ou de la magnétosphère. Les électrons ont une énergie comprise entre 1 et 30 PeV et les noyaux entre 20  et   300 MeV[5].

## Déroulement de la mission
SAMPEX est lancé le 3 juillet 1994 depuis la base de lancement de Vandenberg par un lanceur Scout-G1. Il est placé sur une orbite polaire de 512 x 687 km avec une inclinaison de 81,69°. La mission du satellite est planifiée pour un minimum de 1 an avec un objectif de 3 ans. Le satellite est resté en fonctionnement près de 18 ans. La NASA met fin à la mission officiellement le 30 juin 2004 mais le satellite continue à fonctionner et les données sont collectées par la suite. Il  est détruit en rentrant dans l'atmosphère le 13 novembre 2012.

## Résultats scientifiques
Le satellite permet d'obtenir pour la première fois un enregistrement continu de mesures détaillées des ions énergétiques et des électrons relativistes sur près de deux cycles solaires. Ces données apportent de nouvelles connaissances sur les processus de transport, d'accélération et de ralentissement des particules qui se produisent dans la magnétosphère. SAMPEX découvre la présences de particules du rayonnement cosmique piégées dans une zone des ceintures de Van Allen. Celles-ci révèlent avoir des caractéristiques beaucoup plus évolutives et complexes que ce qui est envisagé.